# Geislautern
Geislautern ist ein Stadtteil von Völklingen im Saarland mit etwa 3000 Einwohnern. Geislautern war ehemals mit der Eisenhütte Geislautern und der Grube Geislautern ein früher und bedeutender Standort der Montanindustrie im Saarrevier.

## Geschichte
Der Name gehört zu dem Gewässernamen Lauter (Lauterbach) und zu einem daraus gebildeten Siedlungsnamen Lautern. Da die alten Namensformen (1280 Luttern, 1296 Geisenlutra, 1316 Geißlutra, 1372 Lutern) den Stammsilbenvokal -ei- und nicht -î- haben, stellt man das Bestimmungswort nicht zu althochdeutsch gîsan (wallen, brodeln), sondern zum Genitiv Geisen des althochdeutschen Personennamens Geiso.
Die erste urkundliche Erwähnung findet sich 1280, als die Vogtei von Geislautern, welches damals noch schlicht „Luttern“ hieß, vom Sohn des Ritters Walter von Wolmeringen an Heinrich von Folchelingen verkauft wurde.
Bis ins 20. Jahrhundert hinein lebten die Einwohner vor allem von Bergbau und Eisenindustrie sowie von Land- und Forstwirtschaft.
1585 erlaubte der Graf von Nassau-Saarbrücken, in Geislautern eine Eisenhütte zu errichten. In napoleonischer Zeit avancierte das Werk zu einem wichtigen Technologiezentrum, in dem neue Verfahren zur Eisenverhüttung und -weiterverarbeitung gefunden und erprobt wurden.

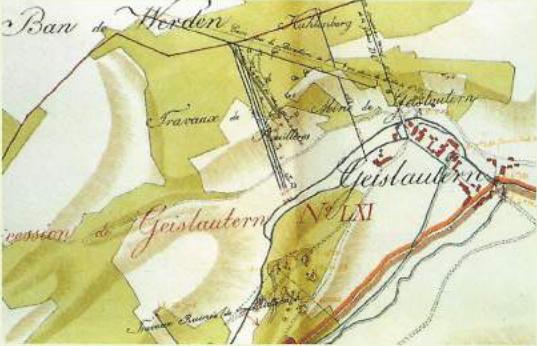
Kohleabbau in Geislautern, Ausschnitt aus einer Karte des Saarkohlen-Atlasses von Jean Baptiste Duhamel

1807 wurde auf Geheiß Napoleons hin die napoleonische Berghochschule, die „École pratique impériale des mines de la Sarre“ errichtet, um dort kaiserliche Ingenieure auszubilden. Direktor der Bergschule war u. a. Jean Baptist Duhamel.
Das Hüttenwerk wurde 1884 aufgrund mangelnder Rentabilität geschlossen. Mitte des 19. Jahrhunderts war auch eine Weißblechfabrik angesiedelt.
1905 wurde in Geislautern die Hansena-Brauerei, die ein eigenes Brauverfahren vorzuweisen hatte, gegründet. Nach dem Zweiten Weltkrieg konnte diese aufgrund von Kriegsschäden jedoch nicht weitergeführt werden.
1906 wurde der Grundstein zur katholischen Pfarrkirche Mariä Himmelfahrt gelegt, welche 1907 eingesegnet wurde. Geweiht wurde das Gotteshaus erst 1911 durch den Trierer Bischof Michael Felix Korum im Rahmen einer Firmreise.

Rehbruchweiher, Geislautern

## Naherholungsgebiet Rehbruchweiher
Der Rehbruchweiher und seine Umgebung sind ein beliebtes Naherholungsgebiet. Der Weiher liegt erhöht oberhalb des hier eingefassten Lauterbachs.

## Geislauterner Dampfwagen

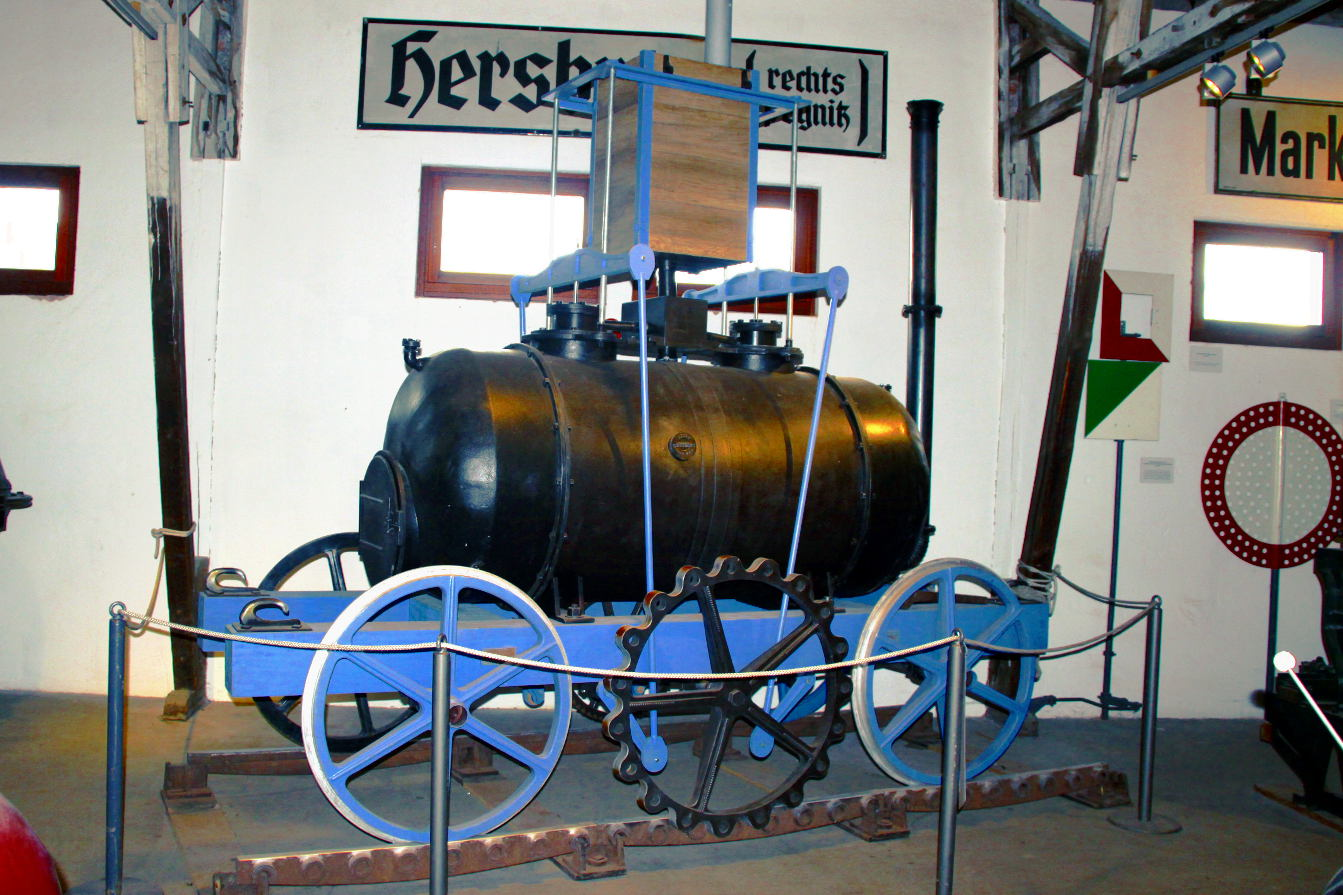
Nachbau des Geislauterner Dampfwagens im Depot des Verkehrsmuseums Nürnberg

1819 wurde in Geislautern der von der Königlich Preußischen Eisengießerei zu Berlin zwischen 1815 und 1817 nach Plänen des Lokomotivkonstrukteurs John Blenkinsop hergestellte und in Einzelteilen auf dem Seeweg über Amsterdam ins Saarrevier transportierte Geislauterner Dampfwagen, die zweite Lokomotive Deutschlands, wieder zusammengebaut. Die Pläne wurden 1814 von zwei Mitarbeitern des brandenburgischen Oberbergamtes nach „Forschungen“ in England nach Preußen gebracht.
Die Fahrversuche mit der Lok scheiterten jedoch, denn die dünnen Achsen des Dampfwagens konnten das Gewicht des gusseisernen Kessels nicht tragen und verbogen sich. Das einseitig angebrachte Zahnrad verursachte eine Schräglage des Fahrzeuges im Gleis. Zudem bekamen die Lokbauer den Kessel nicht dicht. Nach mehrjährigen Versuchen wurde der Dampfwagen abgestellt und 1834 verschrottet.
2014 wurde von einer Gruppe saarländischer Lokalhistoriker der Dampfwagen nach den erhaltenen Originalplänen im Maßstab 1:1 als Anschauungsmodell nachgebaut. Dieses steht im Depot des Verkehrsmuseums Nürnberg.

## Persönlichkeiten
- Aaron Worms (1754–Metz), Talmudist und Oberrabbiner von Metz
- Medardus Luca (1935–2016), Fußballschiedsrichter